# Túneles de Archanda
Los túneles de Archanda (en euskera Artxandako tunelak) son un conjunto de tres túneles carreteros excavados bajo el monte Archanda, en las inmediaciones de la ciudad de Bilbao. La longitud total de los tres túneles es de 3.096 metros. 
Comunican el centro de Bilbao con el Aeropuerto de Bilbao y con el corredor del valle de Asúa, que discurre desde la costa a la altura de Guecho hasta el enlace de la Autopista del Cantábrico (A-8).

## Historia
Ya en los años de la II República, Indalecio Prieto propuso la idea de unir Bilbao con Sondica a través de un túnel. Durante los años 50 y 60 la idea se mantuvo pero no fue hasta 1995 cuando la Diputación Foral de Vizcaya realizó el estudio de la excavación de un túnel bajo el monte Archanda incluyéndolo dentro del Plan General de Ordenación Urbana. En marzo de 1999 se aprobó el proyecto definitivo y las obras dieron comienzo en el mes de mayo de ese mismo año. Tras más de dos años de obras fueron oficialmente inaugurados el 24 de mayo de 2002.
Fue la carretera más cara ejecutada hasta entonces en Vizcaya, con un presupuesto de 106 millones de euros. Posteriormente fue superada con creces por la autopista Supersur.

## Túneles

### Túnel Ugasco - Valle de Asúa
- Longitud: 1.140 metros
- Tipo: Peaje
- Carriles: 2 (uno por sentido)

### Túnel La Salve - Ugasco
- Longitud: 737 metros
- Tipo: Gratuito
- Carriles: 2 (uno por sentido)

### Túnel La Salve - Valle de Asúa
- Longitud: 1.219 metros
- Tipo: Peaje
- Carriles: 3 (Dos hacia Valle de Asúa y uno hacia Bilbao)